# Zanthoxylum formiciferum
Zanthoxylum formiciferum är en vinruteväxtart som först beskrevs av José Cuatrecasas, och fick sitt nu gällande namn av Alma May Waterman. Zanthoxylum formiciferum ingår i släktet Zanthoxylum och familjen vinruteväxter. Inga underarter finns listade i Catalogue of Life.